# Эшли-Купер, Энтони, 7-й граф Шефтсбери
Энтони Эшли-Купер, 7-й граф Шефтсбери (англ. Anthony Ashley-Cooper, 7th Earl of Shaftesbury) (28 апреля 1801, Лондон — 1 октября 1885, Фолкстон) — британский политический деятель и филантроп, лидер евангелического течения в Церкви Англии.

## Биография
Окончил Оксфордский университет. 
Вступив в палату общин в 1826 году, он поддерживал Ливерпуля, потом Каннинга. При Веллингтоне в 1828 году он стал членом комиссии по вопросам душевнобольных, а в 1834 году — председателем этой комиссии. 
Выбранный в парламент вновь в 1831 году, он в 1834 году предпочел отказаться от должности во втором правительстве Р. Пиля, чем от предложенного им проекта закона, ограничивавшего рабочий день 10-ю часами. Оказавшись в разногласии со своими избирателями по вопросу о свободе торговли, которую Шефтсбери поддерживал, он сложил с себя звание члена палаты общин в 1846 году, но вернулся в парламент в следующем году, когда с помощью религиозных обществ был избран в другом округе. 
В июне 1851 году, по смерти отца, Шефтсбери унаследовал его титулы и пэрство. 
В общественной жизни он всегда обнаруживал полную независимость, принимая от своей партии только то, что считал справедливым и разумным. Просвещенный филантроп, Шефтсбери был среди английских аристократов наиболее предан нуждам и интересам народа. Строгий протестант, он имел большое влияние как член или президент многих религиозных обществ (библейское общество, протестантский союз, миссионерское общество), годовой доход которых исчисляется миллионами. Народное образование обязано Шефтсбери школами для бедных (en:Ragged schools); по его почину введены и многие реформы санитарной полиции. Шефтсбери поместил в Quarterly Review несколько статей по общественным и промышленным вопросам. 

## Память
В честь графа Шефтсбери названо Шафтсбери-авеню в Лондоне.